# CESNET
Sdružení CESNET založily v roce 1996 veřejné vysoké školy a Akademie věd České republiky. CESNET (Czech Education and Scientific NETwork) buduje, provozuje a rozvíjí českou národní e-infrastrukturu určenou pro potřeby vědy, výzkumu, vývoje a vzdělávání.
Významnou součástí činnosti sdružení CESNET je vlastní výzkum a vývoj v oblasti pokročilých síťových technologií a aplikací, které je využívají.
V České republice plní CESNET roli NREN (National Research and Education Network) a NGI (viz Metacentrum). Zastupuje ČR v mezinárodních organizacích jako GÉANT Association (vznikla sloučením TERENA a DANTE), EGI nebo GLIF. CESNET se podílí na realizaci projektu celoevropské páteřní sítě GÉANT.
V rámci České republiky plní CESNET roli koordinátora velkých infrastruktur v oblasti informačních technologií.

## E-infrastruktura CESNET
E-infrastruktura CESNET je komplexní systém nástrojů, které jsou vzájemně provázány a poskytují široké spektrum služeb pro přenos, ukládání a zpracování dat. Jde například o výkonné výpočetní clustery vybavené programy pro celou řadu oborů, velká datová úložiště pro ukládání a sdílení dat, prostředky pro multimediální komunikaci usnadňující spolupráci distribuovaných týmů a další služby.
Tyto moderní IT služby jsou využívány pro vědeckou a výzkumnou práci a pro řešení problémů z celé řady vědních oborů, jež se neomezují na přírodní vědy, jako je matematika, fyzika, chemie či informatika, ale zahrnuje například i vědy humanitní a umění.
Rozsáhlou e-infrastrukturu tvoří čtyři základní logicky ucelené komponenty:
- vysoce propustná komunikační infrastruktura s přenosovou kapacitou 400 Gb/s (síť CESNET3),
- gridová a cloudová infrastruktura pro náročné výpočty,
- infrastruktura datových úložišť,
- infrastruktura pro spolupráci distribuovaných týmů a mobilitu koncových uživatelů.

Mezi uživatelské instituce e-infrastruktury CESNET patří veřejné, státní a soukromé vysoké školy, ústavy Akademie věd České republiky, fakultní nemocnice, vědecké a další knihovny, technologická a inovační centra a vědeckotechnické parky, významné kulturní instituce a řada dalších vědeckých a výzkumných institucí. Celkový počet individuálních uživatelů v České republice, kteří mají přístup ke službám e-infrastruktury CESNET, dosahuje cca 450 tis. osob.
Prostřednictvím přímého propojení do evropské páteřní sítě pro vědu, výzkum a vzdělávání GÉANT a jejím prostřednictvím i do výzkumných sítí v dalších světových regionech (Internet2 a ESnet v USA, AfricaConnect v Africe, TEIN v Asii a Tichomoří a CLARA v Latinské Americe), umožňuje e-infrastruktura CESNET vzájemně spolupracovat, provozovat náročné a unikátní aplikace a sdílet data i v nadnárodním prostředí a mezinárodní vědecké komunitě. Počet potenciálních individuálních uživatelů v mezinárodním měřítku se blíží 40 miliónům.
E-infrastruktura CESNET je zařazena do Cestovní mapy ČR velkých infrastruktur pro výzkum, experimentální vývoj a inovace Ministerstva školství, mládeže a tělovýchovy.

## Historie
První pokus o připojení České republiky k Internetu byla neúspěšná žádost podaná partou nadšenců v čele s Janem Gruntorádem v roce 1987 k akademické síti EARN (European Academic Research Network), která byla zamítnuta z politických důvodů (viz Železná opona).
Po politických změnách v listopadu 1989 bylo možné žádost podat znovu, tentokrát již úspěšně. V průběhu devadesátých let 20. století vznikly ve většině evropských zemí tzv. „národní sítě pro vědu, výzkum a vzdělávání“, jejichž cílem bylo sloužit specifickým požadavkům vědecké a akademické komunity. V tehdejším Československu vnikl zárodek akademické sítě v roce 1991, kdy byl ve výpočetním centru pražského ČVUT instalován sálový počítač, který byl následně připojen do zmíněné akademické sítě EARN. Oficiální předvedení funkčního připojení veřejnosti bylo dne 13. února 1992. Pevná linka vedla do rakouského Lince a její počáteční datová propustnost byla 9,6 kbit/s. Později byla rychlost zvýšena na dvojnásobek (19,2 kbit/s) a zároveň byla rozdělena na dva nezávislé kanály. Jeden sloužil nadále pro síť EARN a druhý byl určen pro přístup k Internetu. Zájem o připojení byl v akademické komunitě značný. Zástupci vysokých škol a ústavů Akademie věd se scházeli a diskutovali nad technickým řešením sítě, která by jejich instituce propojila. Výsledkem byl projekt FESNET (Federal Education and Scientific NETwork), jehož garantem bylo ministerstvo školství. Po rozdělení federace došlo k úpravě projektu na CESNET a počátkem roku 1993 byla síť CESNET uvedena do provozu. V roce 2017 je po 25 letech rychlost připojení akademické sítě CESNET k Internetu desetmiliónkrát vyšší.

## Transfer výsledků výzkumu a vývoje do praxe
E-infrastruktura CESNET je cíleně budována podle specifických potřeb výzkumné, vědecké a akademické komunity v České republice (které se významně liší od požadavků na běžnou korporátní ICT podporu). Vývoj a postupná modernizace e-infrastruktury je z velké části dílem vlastního výzkumu a vývoje sdružení CESNET.
Výsledkem původních technických řešení je několik národních patentů, jeden patent evropský a tři patenty registrované u United States Department of Commerce – United States Patent and Trademark Office (USPTO). CESNET je držitelem 18 užitných vzorů a autorem několika funkčních vzorů, prototypů a autorizovaného software.
CESNET jako nezisková organizace realizoval přenos výsledků výzkumu a vývoje do praxe také založením spin-off společností INVEA-TECH a.s. a Comprimato Systems s.r.o., a uzavřením licenčních smluv se společnostmi OPTOKON a. s., RLC Praha a.s. a MONTABRAS s.r.o.